# Herz ist Trumpf (Fernsehshow)
Herz ist Trumpf (Untertitel: Das Spiel mit Amor) war eine wöchentliche 30-minütige Fernsehshow des Genres Kuppelshow im Vorabendprogramm von Sat.1, die vom 25. Januar 1992 bis zum 10. September 1993 ausgestrahlt wurde. Moderator war Stephan Lehmann.
In jeder Sendung bewarben sich neun Frauen um die Gunst von drei Männern bzw. neun Männer um die Gunst dreier Frauen. Es waren paarweise verschiedene Spontaneitäts- und Übereinstimmungsspiele zu absolvieren. Das Gewinnerpaar musste am Ende der Show Rücken an Rücken innerhalb einer Minute zehn Fragen übereinstimmend richtig beantworten, um eine Reise gewinnen zu können.
Die Ausstrahlung begann Anfang 1992 samstags, später wurde auf den Mittwoch gewechselt. Zuletzt wurden die Episoden freitags ausgestrahlt.

## Trivia
- Die Moderatorin Sonja Zietlow wurde bei Herz ist Trumpf entdeckt, als sie als Kandidatin an der Show teilnahm.[3]
- Titellied der Show war das Lied Herz ist Trumpf (Dann rufst du an …) von der deutschen Band Trio.